# Büron
Büron é uma comuna da Suíça, no Cantão Lucerna. Em 2017 possuía 2.444 habitantes. Estende-se por uma área de 5,36 km², de densidade populacional de 455,1 hab/km². Confina com as seguintes comunas: Geuensee, Knutwil, Schlierbach, Triengen.
A língua oficial nesta comuna é o Alemão.